# Comuna Pavlînka, Ivanivka
Pavlînka (în ucraineană Павлинка) este o comună în raionul Ivanivka, regiunea Odesa, Ucraina, formată din satele Bukaci, Lizînka, Novi Șompolî, Pavlînka (reședința), Șamanivka, Sozonivka și Vasîlivka.

## Demografie
Componența lingvistică a comunei Pavlînka
     Ucraineană (85,71%)
     Rusă (10,8%)
     Română (2,73%)
     Alte limbi (0,38%)
Conform recensământului din 2001, majoritatea populației comunei Pavlînka era vorbitoare de ucraineană (85,71%), existând în minoritate și vorbitori de rusă (10,8%) și română (2,73%).